# Zamarada astyphela
Zamarada astyphela är en fjärilsart som beskrevs av Fletcher 1974. Zamarada astyphela ingår i släktet Zamarada och familjen mätare. Inga underarter finns listade i Catalogue of Life.